# Gleba cordata
Gleba cordata är en snäckart som beskrevs av Carsten Niebuhr 1776. Gleba cordata ingår som enda art i släktet Gleba och familjen Cymbuliidae. Inga underarter finns listade i Catalogue of Life.
Det är en 4,5 cm stor epipelagisk pteropod som förekommer i varma delar av Atlanten och Indiska oceanen. Den bildar ett upp till två meter stort fritt flytande slemnät som den söker av efter föda med sin proboscis. Den kan simma med sina "vingars" hjälp i upp till 45 cm/s.

## Bildgalleri

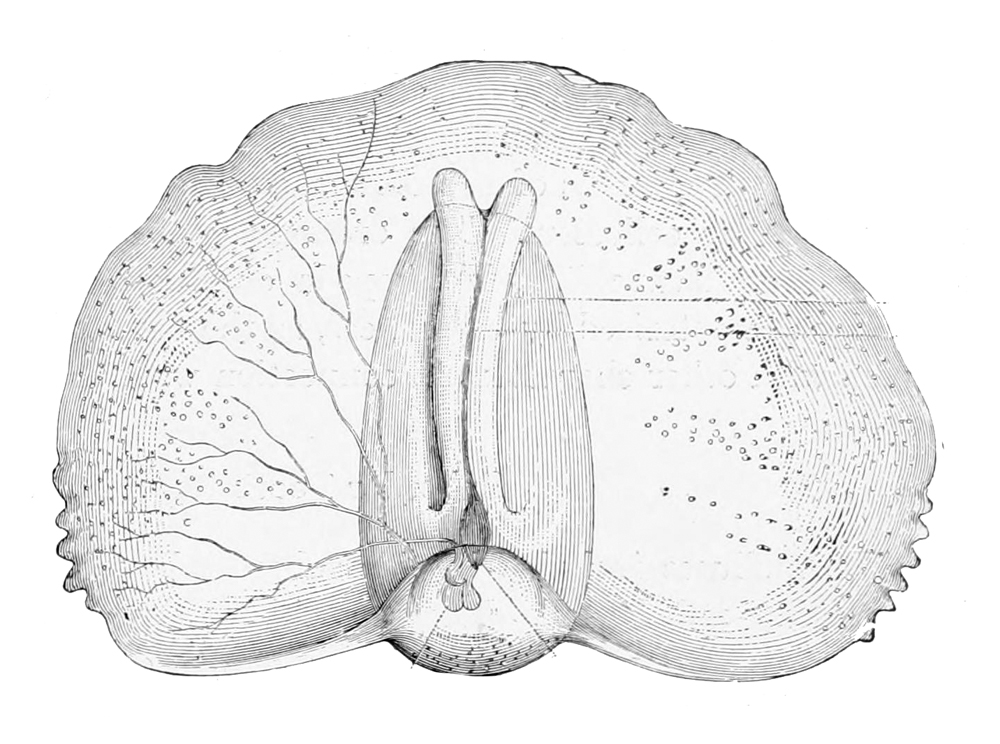